# Prostanthera serpyllifolia
Prostanthera serpyllifolia là một loài thực vật có hoa trong họ Hoa môi. Loài này được (R.Br.) Briq. miêu tả khoa học đầu tiên năm 1895.